# Crenvurști
Crenvurștii (din germană Krenwurst, în care Kren = hrean, regionalism din Austria și Bavaria; Wurst = cârnat) sunt un preparat culinar din carne, învelit într-o folie protectoare cilindrică. Produs alimentar în formă de cârnăcior, obținut din carne de vită și slănină tocate fin, introduse în intestine de oaie sau în material plastic și adesea prinse în pereche.
Se servesc fierți și cu hrean (în Austria) sau cu muștar.